# Christian Rohlfs

Christian Rohlfs (Groß Niendorf, 1849. december 22. – Hagen, 1938. január 8.) német festő.

## Élete és munkássága
1851-ben szüleivel Fredesdorfba költözött. 1864 baleset miatt súlyos sérülés érte a lábát. Betegsége alatt  rajzolni kezdett, és hamarosan kitűnt tehetségével. 1870-ben Berlinben megismerkedett Ludwig Pietsch festő és műkritikussal, aki azt ajánlotta neki, hogy Weimarban, az ottani művészeti iskolában folytassa tanulmányait. Tanára ott Paul Thumann lett. Rohlfs ebben az időben naturalista képeket festett. 1873-ban egyik lábát amputálni kellett.
1884-től fokozatosan az impresszionizmus felé fordult. 1886-ban néhány hónapot Therese Heydenreich Kassel melletti birtokán töltött, ahol portrékat, látképeket festett. 1901-ben Karl Ernst Osthaus mecénás, műgyűjtő meghívására Hagenbe költözött, ahol tanítani kezdett. Az 1900-as években több alkalommal tett munkalátogatást Soestban, ahol a középkori templomok és más épületek keltették fel művészi érdeklődését. Ez a téma egészen a 20-as évekig foglalkoztatta. 1910 körül az expresszionizmus felé fordult. 1910-ben megválasztották a német művészeti szövetség zsürijének tagjává. 1924-ben Berlinben 75. születésnapja alkalmából felvették a Porosz Művészeti Akadémia tagjai sorába. Műveiben ekkoriban a városi látképek, tájképek és az építészet kerültek a középpontba. 1927-től évente általában tavasztól decemberig Asconában lakott. Ott találkozott 1930-ban Helmuth Macke és Marianne von Werefkin festőkkel, akikkel 1931 tavaszáig szorosan együttműködött. Asconában és környékén, Ticino kantonban főleg növényi motívumokkal foglalkozott.
A náci rendszer és személyesen Joseph Goebbels megvetette a munkásságát. Az ő képeit is szerepeltették 1937-ben az „Entartete Kunst“ (kb. „degenerált művészet”) elnevezésű müncheni kiállításon, amit elrettentő példaként rendeztek meg az általuk elítélt művészeti irányzatokhoz tartozó művekből. E célra sok száz képét kobozták el, csak az akkori, róla elnevezett hageni múzeumból mintegy 450 darabot. Azt is megtiltották, hogy fessen, és 1938. január 7-én, egy nappal a halála kizárták a berlini Porosz Művészeti Akadémia tagjai sorából.
Christian Rohlfs a német expresszionizmus egyik legjelentősebb képviselője volt. A 20. század elején saját, egyéni stílust hozott létre. legfontosabb kifejezési eszközei a színek voltak, különösen a tájképein és virág-csendéletein. Sokáig dolgozott együtt Emil Noldéval. A német művészek szövetségének (Deutscher Künstlerbund) elnökségi tagja volt, csakúgy, mint a Hagenring nevű művészeti csoportnak.

## Galéria

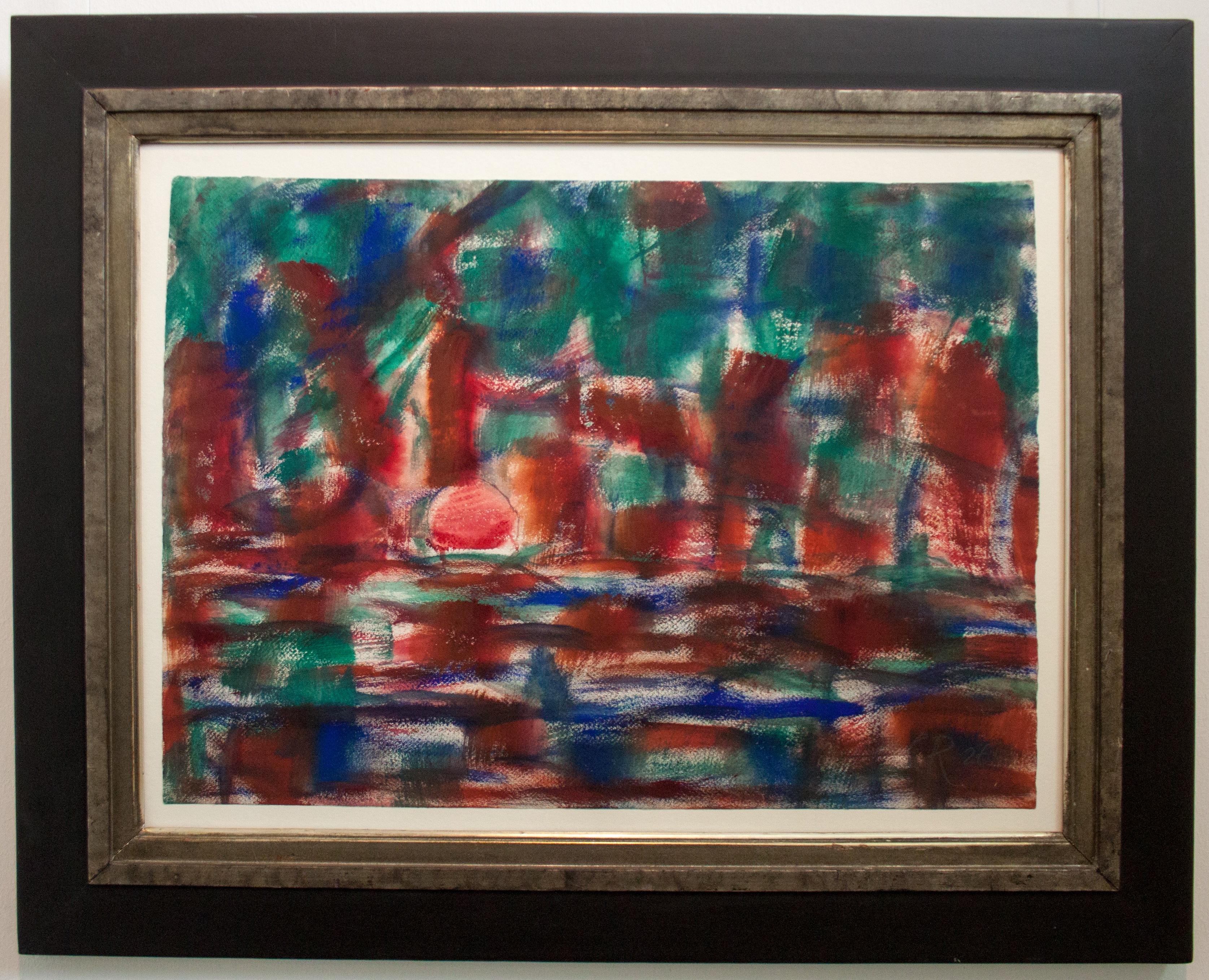
Naplemente a Balti-tengeren
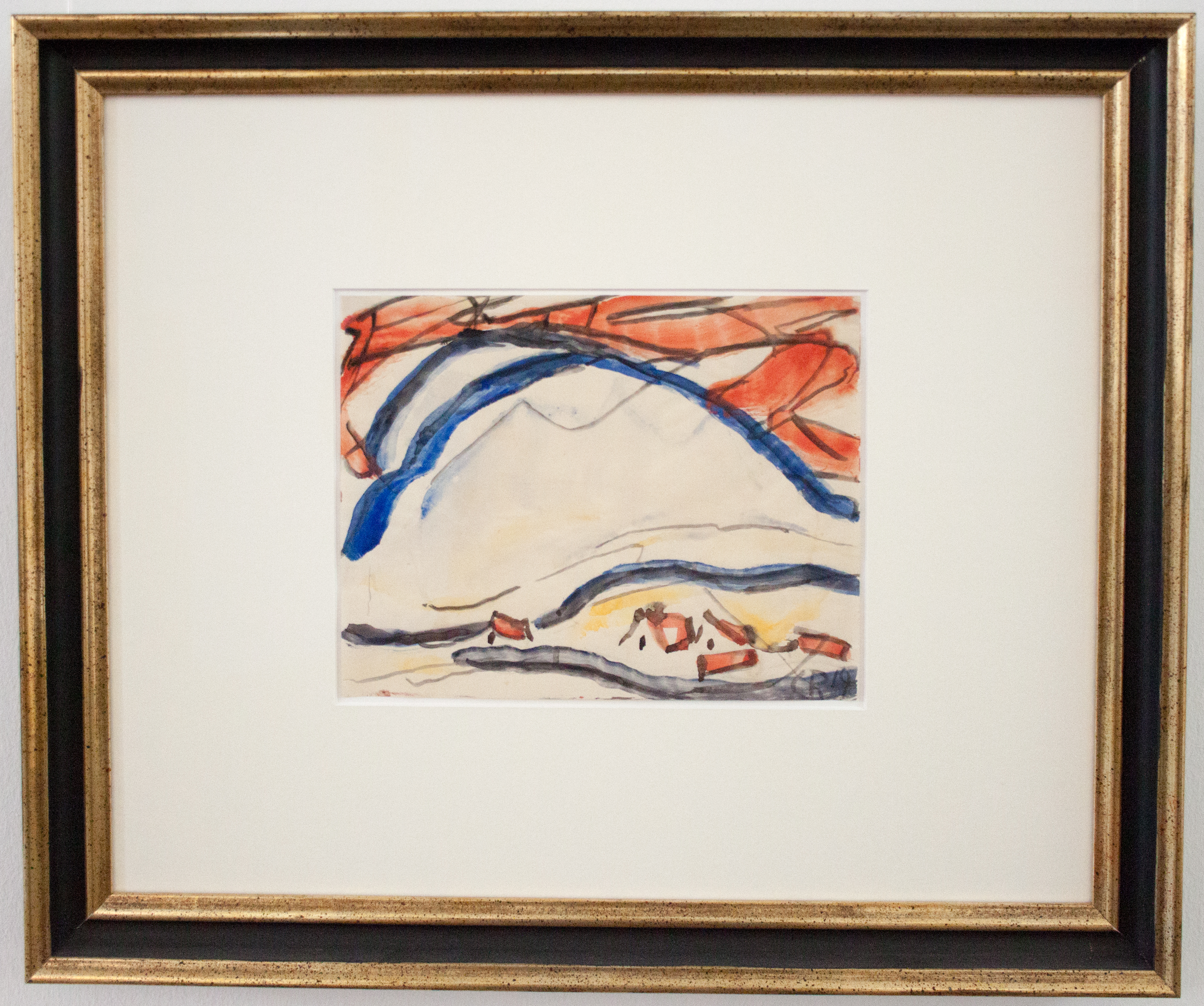
Tájkép
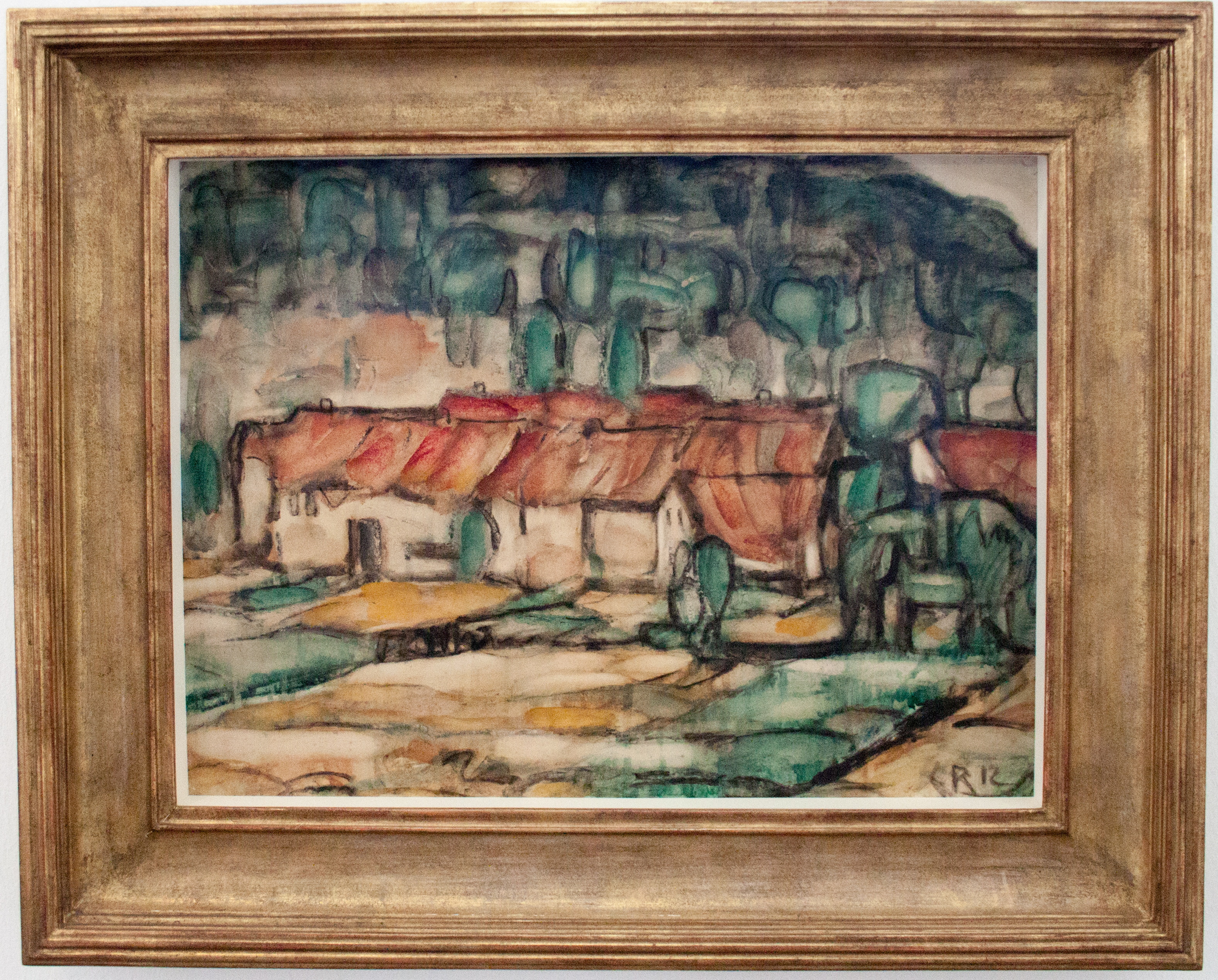
Vörös háztetők
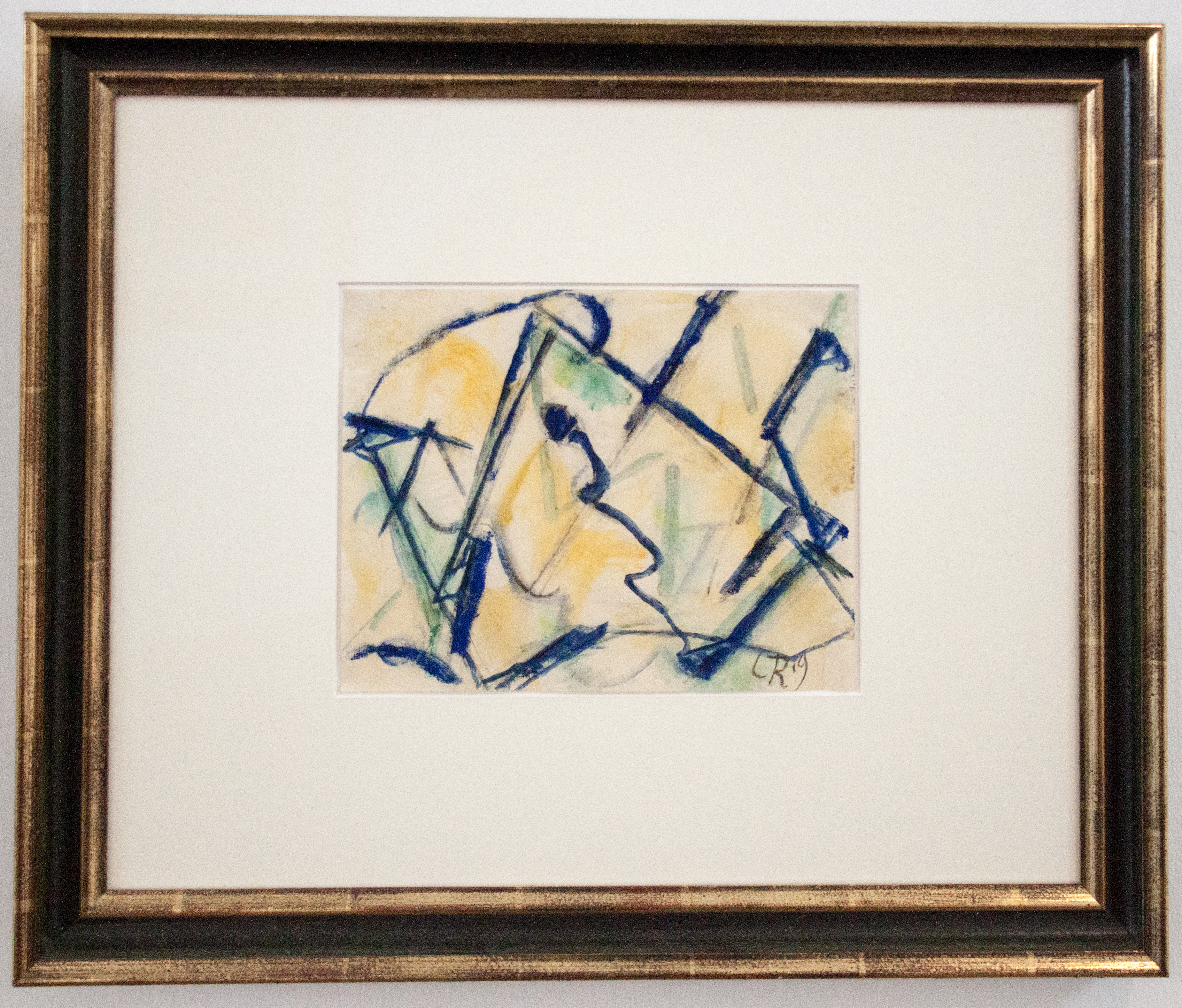
Absztrakció
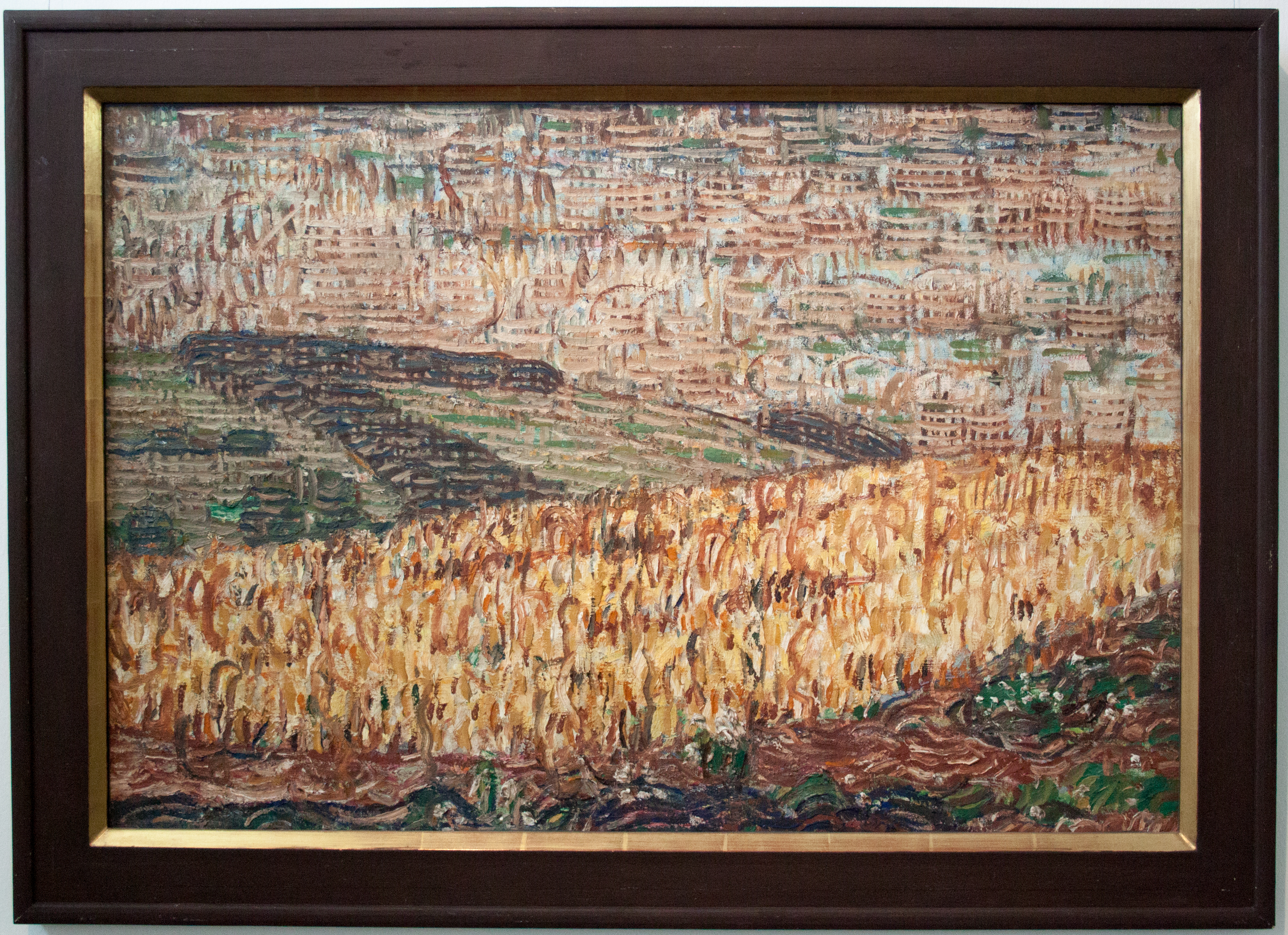
Holsteini tájkép

## Fordítás
- Ez a szócikk részben vagy egészben a Christian Rohlfs című német Wikipédia-szócikk ezen változatának fordításán alapul.  Az eredeti cikk szerkesztőit annak laptörténete sorolja fel. Ez a jelzés csupán a megfogalmazás eredetét és a szerzői jogokat jelzi, nem szolgál a cikkben szereplő információk forrásmegjelöléseként.